# Fetch (geografia)

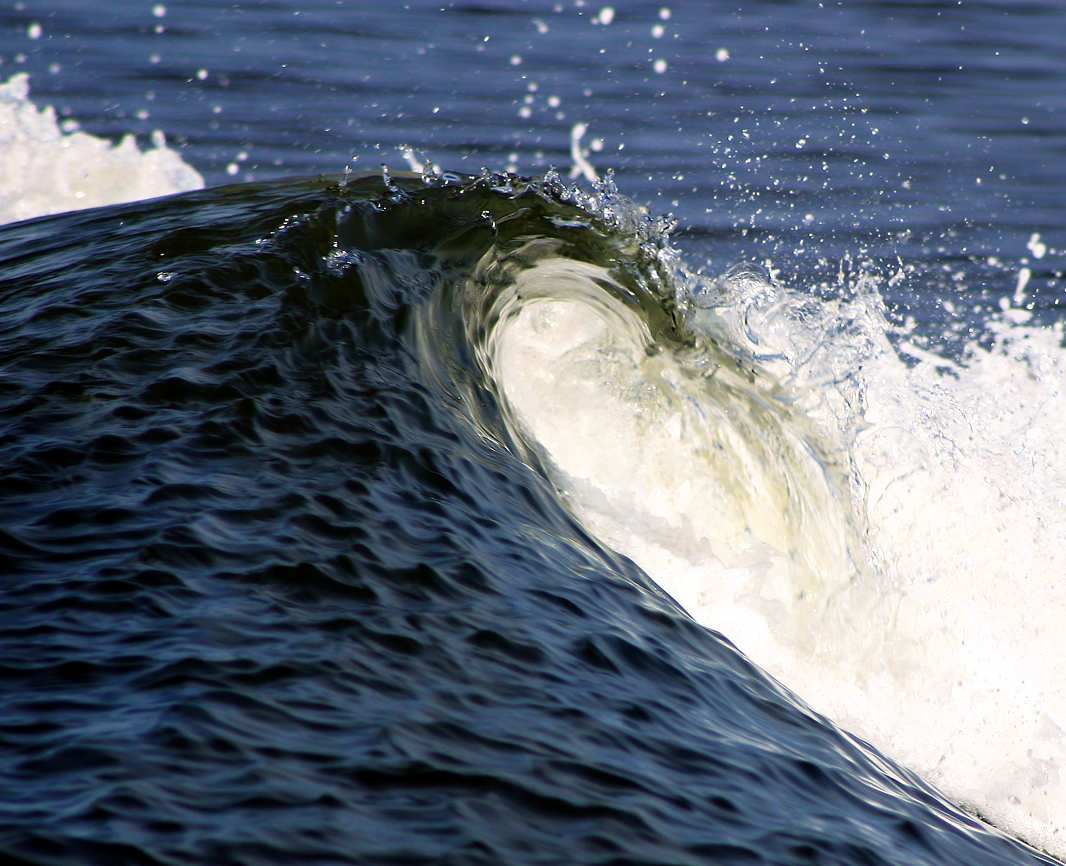
Onda

Il fetch indica la superficie di mare aperto su cui spira il vento con direzione e intensità costante ed entro cui avviene la generazione del moto ondoso.
Il termine fetch viene utilizzato in geografia, meteorologia, nelle costruzioni marittime ed è generalmente associato con l'erosione costiera.

## Fetch efficace
Viene definito fetch efficace o effettivo l'estensione effettiva della porzione di mare sulla quale si esplica “effettivamente” l'azione di trasferimento energetico dal vento al moto ondoso.
Il fetch efficace può essere valutato da procedimenti che si basano sulla conoscenza del fetch geografico il quale rappresenta (in mari chiusi, es. Mediterraneo) la distanza tra la località di riferimento sulla costa e la terra più vicina in relazione ad una prefissata direzione .
Secondo la procedura proposta da Seville il fetch efficace si calcola con la seguente formula:
Feff = (ΣFicos2 αi)/ Σcos2αi
dove,
Fi è il fetch geografico della i-esima direzione (in Km)
αi è l'angolo che la direzione i-esima forma con quella in cui spira il vento.

## Previsioni del moto ondoso
F, insieme alla velocità del vento U e la durata T dello stesso, è una delle grandezze fondamentali da cui dipendono le dimensioni del moto ondoso marino generato dal vento. 

### Massima altezza d'onda
Questi tre parametri compaiono in numerose formule empiriche (in funzione di uno solo o di due dei tre fattori determinanti)  per il calcolo della massima altezza d'onda che possa riscontrarsi in un certo sito.
Tra le formule più note ci sono.
- T Stevenson:
  - H = 1,5 {\displaystyle {\sqrt {F}}} per F > 30
  - H (in pollici) = 1,5 {\displaystyle {\sqrt {F}}}+ 2,5 4{\displaystyle {\sqrt {f}}} per F < 30
  - con H in pollici e F in miglia marine
- D Molitor:
  - H = 0,17 {\displaystyle {\sqrt {UF}}} per F > 20
  - H = 0,17 {\displaystyle {\sqrt {UF}}} + 2,5 4{\displaystyle {\sqrt {UF}}} per F < 20
  - con H in piedi, F in miglia inglesi e U in miglia/ora
- Irribarren:
  - H = 1,2 4{\displaystyle {\sqrt {F}}}
  - H in metri e F in chilometri
- Sverdrup - Munk:
  - H = 0,26 {\displaystyle {\frac {U^{2}}{g}}}
  - con H in metri, U in metri/secondo e g in metri/secondo2

### Metodi di analisi
I metodi moderni attualmente impiegati per l'analisi del moto ondoso sono:
- il metodo dell'onda significativa: sviluppato originariamente da Sverdrup e Munk, ripreso e completato da Bretschneider. Consiste della caratterizzazione della perturbazione ondosa, irregolare nell'area di generazione, con l'onda significativa che ha una realtà esclusivamente statistica. L'onda significativa è un'onda sinusoidale semplice con un'ampiezza pari all'ampiezza media del terzo delle onde più alte e un periodo pari a l periodo medio delle onde predette;
- il metodo dello spettro di energia: introdotto da Pierson, Neumann e James, consiste nella caratterizzazione delle perturbazione ondosa, irregolare nell'area di generazione, con la funzione densità spettrale di energia. Il suo integrale, esteso a tutte le frequenze angolari presenti nel treno di onde sinusoidali componenti, fornisce una quantità che è proporzionale alla densità media di energia e che è direttamente correlata alle caratteristiche dell'onda significativa.